# Mileniul al VII-lea î.Hr.
(Mileniul al VIII-lea î.Hr. - Mileniul al VII-lea î.Hr. - Mileniul al VI-lea î.Hr. - alte secole și milenii)
Al șaptelea mileniu î.e.n. a durat din anul 7000 î.e.n. până în anul 6001 î.e.n.